# Laurens Hammond
Laurens Hammond (* 11. Januar 1895 in Evanston, Illinois, USA; † 1. Juli 1973 in Cornwall, Connecticut) war ein US-amerikanischer Erfinder, der insgesamt 110 Patente erhielt. Seine bekannteste Erfindung ist die Hammond-Orgel.

## Biografie
Von 1898 bis 1909 lebte Hammond mit seinen Eltern in Genf, Dresden und Paris. Zum Zeitpunkt der Rücksiedlung nach Amerika sprach er neben Englisch auch fließend Deutsch und Französisch. Er studierte an der Cornell University und machte dort 1916 seinen Abschluss in Maschinenbau.
Danach zog er nach Detroit und arbeitete für die Gray Marine Motor Company, eine Firma für Schiffsmotoren. 1920 erfand er die Uhr mit ruhigem Federrückzug. Dies brachte ihm so viel Geld ein, dass er die Firma verlassen konnte. Er forschte nun in New York privat weiter an Motoren und anderem und reichte am 19. Januar 1934 das Patent für eine elektromechanische Orgel ein (US-Patent 1,956,350). Seine erste Orgel, das Model A, wurde der Öffentlichkeit am 24. April 1935 mit der 1. Sinfonie von Johannes Brahms vorgestellt. Er starb am 1. Juli 1973 im Alter von 78 Jahren in Cornwall, Connecticut.